# Parmenas
Parmenas ist ein im Neuen Testament namentlich erwähnter Mann.

## Leben
Auf Parmenas findet sich in der Bibel nur ein einziger Hinweis. Als in der Urgemeinde in Jerusalem immer mehr Arme, insbesondere Witwen und Waisen, zu betreuen waren und es dabei zu Streitigkeiten zwischen den Judenchristen aramäischer und griechischer Sprache kam, befürchteten die Apostel, dass sie deshalb ihre Aufgaben in Lehre und Predigt vernachlässigen müssten. Die versammelte Gemeinde wählte darum Sieben Diakone, Männer von gutem Ruf und voll Geist und Weisheit, die sich auch um die bisher übergangenen Witwen der griechisch sprechenden Judenchristen kümmern sollten (Apg 6,1–6 ). Außer Parmenas waren dies:
- Stephanus
- Philippus
- Prochorus
- Nikanor
- Timon
- Nikolaus

Der Historiker Dorotheus gibt an, Parmenas sei nur wenige Jahre nach seiner Wahl verstorben. Andere antike Quellen berichten, dass er in Makedonien unter Trajan als Märtyrer ums Leben gekommen sei.

## Gedenktag
Den Gedenktag des heiligen Parmenas begeht die katholische Kirche jährlich am 23. Januar.
| Personendaten    | Personendaten                      |
| ---------------- | ---------------------------------- |
| NAME             | Parmenas                           |
| KURZBESCHREIBUNG | Person im Neuen Testament          |
| GEBURTSDATUM     | 1. Jahrhundert                     |
| STERBEDATUM      | 1. Jahrhundert oder 2. Jahrhundert |